# Brainville (Meurthe-et-Moselle)
Brainville település Franciaországban, Meurthe-et-Moselle megyében. Lakosainak száma 169 fő (2022. január 1.). Brainville Allamont, Friauville, Hannonville-Suzémont, Jarny, Ville-sur-Yron, Labeuville és Latour-en-Woëvre községekkel határos.

## Népesség
A település népességének változása:
| Lakosok száma | 183  | 150  | 115  | 141  | 163  | 156  | 160  | 164  | 170  | 169  |
|               | 1968 | 1982 | 1999 | 2006 | 2011 | 2015 | 2017 | 2018 | 2020 | 2022 |